# Ctenopoma nigropannosum
Ctenopoma nigropannosum är en fiskart som beskrevs av Reichenow, 1875. Ctenopoma nigropannosum ingår i släktet Ctenopoma och familjen Anabantidae. IUCN kategoriserar arten globalt som livskraftig. Inga underarter finns listade i Catalogue of Life.